# Suha Mlaka
Suha Mlaka – wieś w Chorwacji, w żupanii virowiticko-podrawskiej, w gminie Crnac. W 2011 roku liczyła 105 mieszkańców.